# 310年
| 千纪： | 1千纪                                                                                           |
| 世纪： | 3世纪 \| 4世纪 \| 5世纪                                                                         |
| 年代： | 280年代 \| 290年代 \| 300年代 \| 310年代 \| 320年代 \| 330年代 \| 340年代                       |
| 年份： | 305年 \| 306年 \| 307年 \| 308年 \| 309年 \| 310年 \| 311年 \| 312年 \| 313年 \| 314年 \| 315年 |
| 纪年： | 庚午年（马年）；西晋永嘉四年；成汉晏平五年；前赵河瑞二年，光兴元年                              |

## 大事记
- 龜茲國高僧佛圖澄到達西晉首都洛陽。
- 漢趙開國皇帝劉淵去世，第四子劉聰殺新帝劉和自立為帝。
- 投靠漢趙的羯族首領石勒經宛城、襄陽，掠奪江漢一帶，隔年北返。
- 雍州部分民眾到宛縣一帶就食，晉朝朝廷流民歸還故里，京兆人王如在宛縣發動起義,南安人龐寔、馮翊人嚴嶷、京兆人侯脫率眾回應，一時擁眾四、五萬，自封大將軍，領司、雍二州牧，與晉軍轉戰于漢水。
- 鎮守巴西的李國也被他帳下的文碩殺死，並以巴西投降晉益州刺史羅尚羅尚。
- 李雄派部將張寶以殺了人逃亡的名義進入了梓潼，並取得訇琦等人的信任。不久，張寶趁訇琦等人出迎羅尚使者的機會關了城門，成功重奪梓潼。
- 李驤趁羅尚去世攻打涪城，次年正月攻陷，擒獲梓潼太守譙登，接著乘勝進軍討伐文碩，將文碩殺死。
- 西晉建武將軍吳興人錢璯自號平西大將軍、八州都督，劫持孫皓之子孫充並擁立其為吳王，又殺之，後為周玘所平定。
- 馬克西米安趁君士坦丁一世在北方同蠻族作戰之際，伺機發起叛亂，結果失敗自殺。

## 出生
- 马格努斯·奥索尼乌斯，古罗马诗人

## 逝世
- 应神天皇（200年－310年，110岁），大和民族第15代天皇。(在位：公元270年1月1日-公元310年2月15日)
- 基臨尼師今（?年－310年），新羅第15代君主。(在位：公元298年-公元310年)
- 劉淵，（251年－310年，59岁），汉赵的開國君王。
- 劉和，汉赵的第二任皇帝，即位數月後被殺。
- 江統，西晉散騎常侍，著《徙戎論》。
- 羅尚，蜀漢巴東太守、西晉陵江將軍羅憲侄，官至平西將軍，益州刺史，任內正遇成漢叛晉立國，屢次與成漢軍隊交戰。
- 孫充，中國三國時代東吳末代皇帝孫皓的儿子。
- 馬克西米安，羅馬帝國西部奧古斯都。